# Facultad de Odontología (Universidad de Granada)
La Facultad de Odontología de Granada es un centro docente universitario perteneciente a la Universidad de Granada, donde se imparten los estudios conducentes al título oficial de odontólogo así como otros relacionados con la odontología.
Fundada en 1986, es un centro pionero en España en la formación de profesionales de la odontología. Según el ranking anual de El Mundo, es la segunda mejor Facultad de Odontología de España, tan sólo superada por su homónima en la Universidad Complutense de Madrid.

## Reseña histórica
La Facultad de Odontología encuentra sus raíces en el Colegio Máximo, de estilo neomudéjar, construido a finales del siglo XIX (1891-1894) como casa de noviciado por la Compañía de Jesús. Los jesuitas entregaron posteriormente el edificio a la Universidad de Granada, en un trueque por el cual la UGR construyó para ellos su actual Facultad de Teología, situada también en el campus de Cartuja. La licenciatura de Filosofía se impartió durante un tiempo en el Colegio Máximo. Posteriormente, en 1980, se estableció en él la Escuela de Estomatología, que con el fin de la especialidad de Estomatología, y el comienzo de la licenciatura de Odontología, se convirtió en la facultad de Odontología actual.

## Instalaciones y servicios
La facultad dispone de un servicio de admisión de pacientes, así como de numerosas clínicas, laboratorios y quirófanos para la enseñanza:
- 6 aulas con una capacidad global de 750 puestos.
- 2 seminarios con una capacidad total de 80 puestos.
- 1 aula de informática dotada con 20 puestos.
- 4 clínicas con un total de 72 sillones odontológicos.
- 2 quirófanos.
- 10 laboratorios

En un futuro próximo, se prevé el traslado de la facultad al nuevo Campus de Ciencias de la Salud, donde compartirá actividades de investigación y de prácticas con las facultades de Medicina, Ciencias de la Salud y Farmacia.

## Docencia
Actualmente la Facultad de Odontología de la Universidad de Granada se imparten los siguientes estudios universitarios oficiales
- Grado en Odontología[3]
- Máster Universitario en Investigación Odontológica[4]

Además, imparte títulos propios de orientación más profesional como los siguientes:
- Máster en Cirugía Bucal e Implantología[5] (considerado como uno de los mejores en su campo[6])
- Máster en Clínica Odontológica Integral Avanzada[7]
- Máster en Odontología Multidisciplinar Estética[8]
- Máster en Periodoncia e Implantes[9]